# Attila m/1873

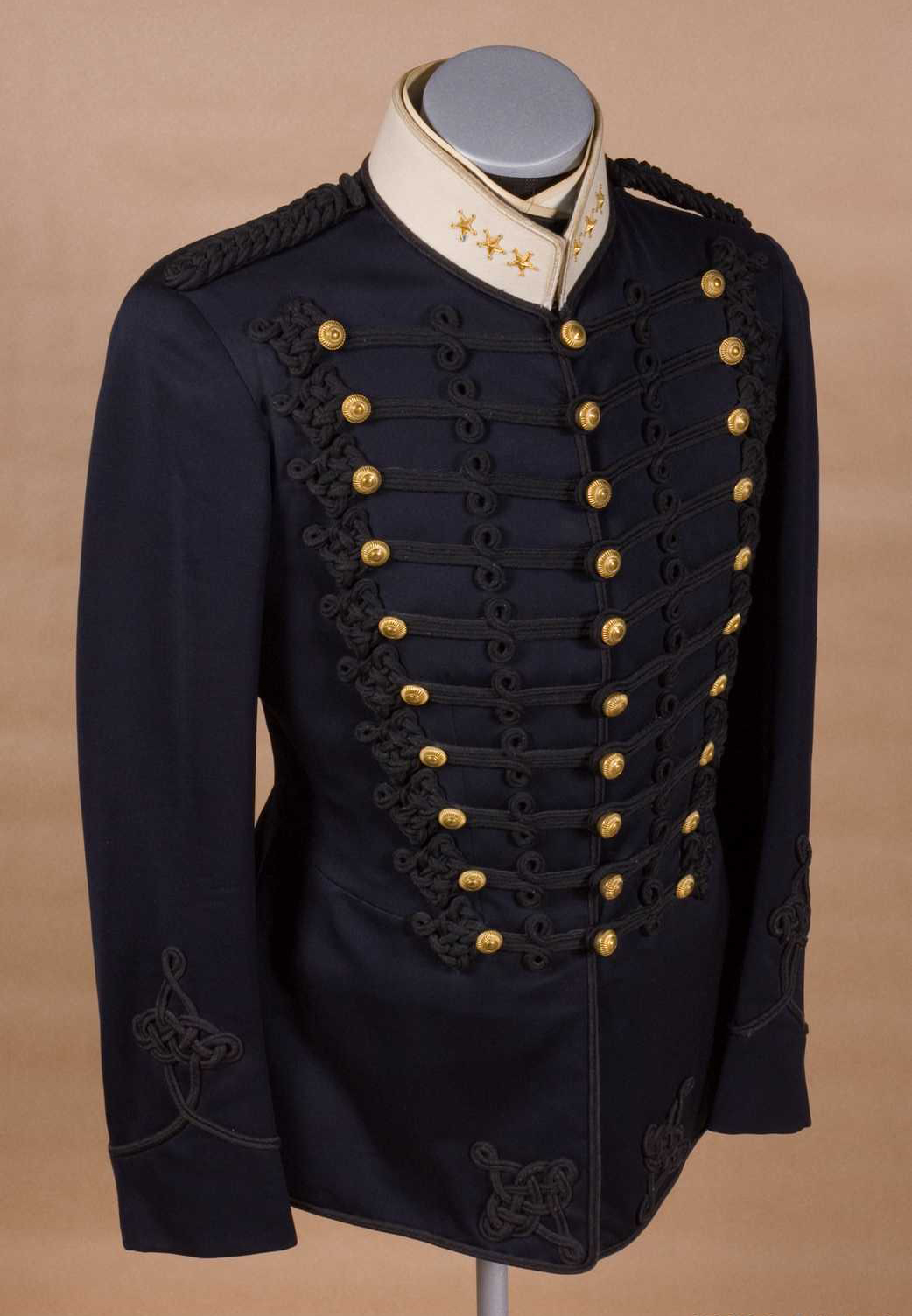
Attila m/1873 för kapten vid Wendes artilleriregemente (A 3).

Attila m/1873 var en attila som användes inom försvarsmakten (dåvarande krigsmakten).

## Utseende
Denna attila är av mörkblått kläde med svart foder samt har en 4-4,5 cm hög ståndkrage att igenhäktas nedtill. På kragens övre del finns ett svart beläggningssnöre av redgarn vilket för Göta artilleriregemente (A 2) var gult samt för Wendes artilleriregemente (A 3) vitt. Attilan är försedd med tre knapprader om tio knappar vardera. Dessa förbinds med dubbla fyrkantssnören av redgarn. I vänstra skörteln finns även en innerficka. Gradbeteckningarna var i form av stjärnor på kragen. En stjärna för underlöjtnant (senare fänrik), två för löjtnant samt tre för kapten. Regementesofficerare bar en guldgalon samt utöver denna en stjärna för major, två för överstelöjtnant samt slutligen tre för överste. Kragen och beläggningssnörena var i olika färger beroende på bärarens tillhörighet.

### Kragens färger[1]
|  | Mellanblå | A 1 | Första Svea artilleriregemente |
|  | Gul       | A 2 | Första Göta artilleriregemente |
|  | Vit       | A 3 | Wendes artilleriregemente      |
|  | Orangegul | A 4 | Norrlands artilleriregemente   |
|  | Granatröd | A 5 | Andra Svea artilleriregemente  |
|  | Högröd    | A 6 | Andra Göta artilleriregemente  |
|  | Grön      | A 7 | Gotlands artillerikår          |
|  | Mörkblå   | A 8 | Vaxholms artillerikår          |
|  | Mörkblå   | A 9 | Karlsborgs artillerikår        |

## Användning
Denna attila var mycket lik attila m/1872 och det var endast vissa detaljer som skiljer. Denna bars dock av artilleriets officerare medan den andra bars av artilleriets manskap. Knutskärp m/1873 bars av officerare till attilan (se bild nedan).
Idag används bland annat attila m/1872 och m/1873 av några av de militärkulturhistoriska föreningarna:
Göta artilleriregemente (A 2) av Artilleriavdelningen i Göteborg, AiG.
Wendes artilleriregemente (A 3) av Wendes artilleridivision, WAD, i Kristianstad.
Norrlands artilleriregemente (A 4) av Jämtlands Fältartilleri, JFA, i Östersund.

## Fotografier

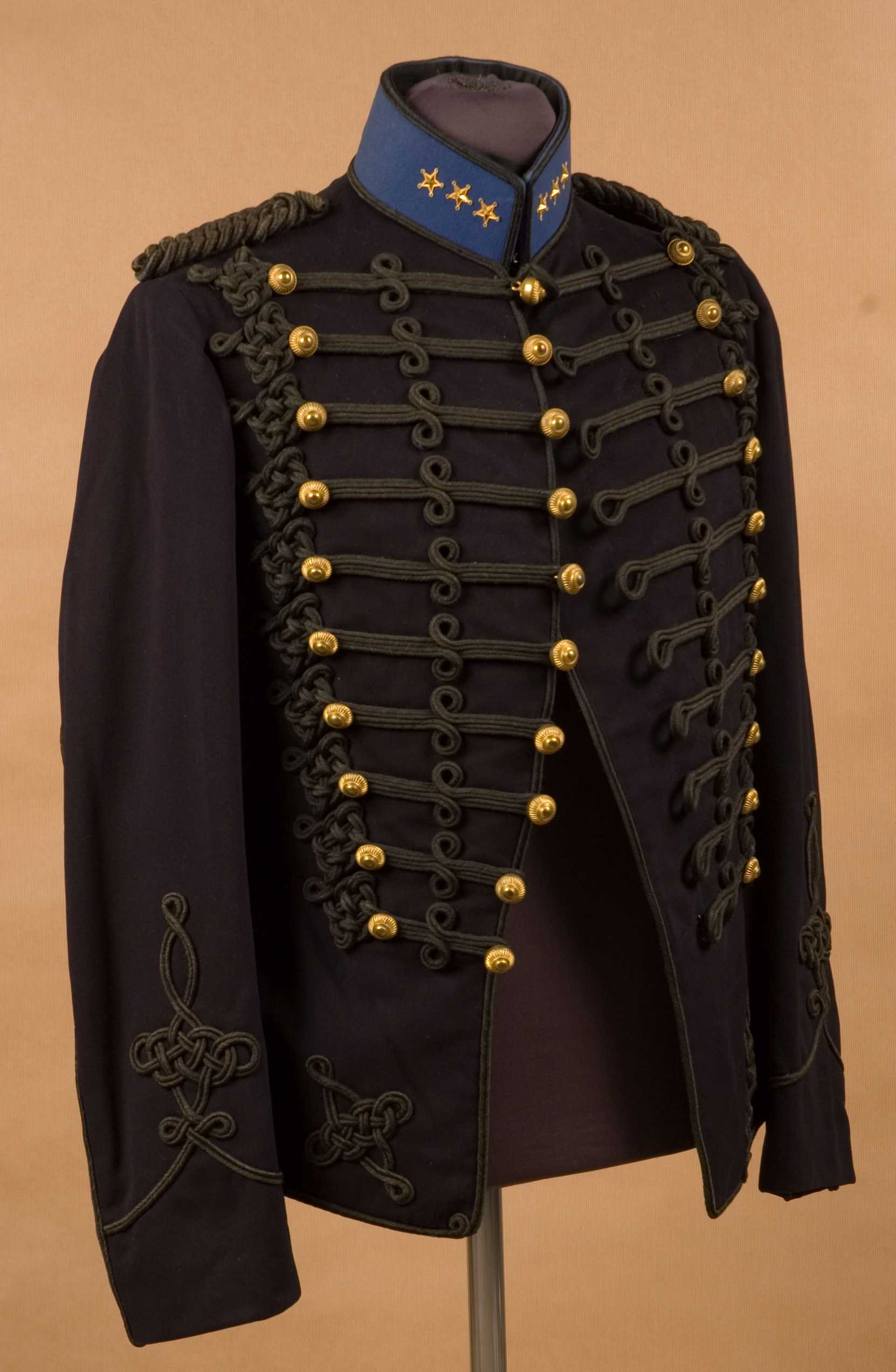
Attila m/1873 för kapten vid Svea artilleriregemente (A 1).
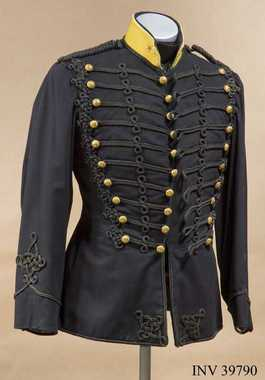
Attila m/1873 för löjtnant vid Göta artilleriregemente (A 2).
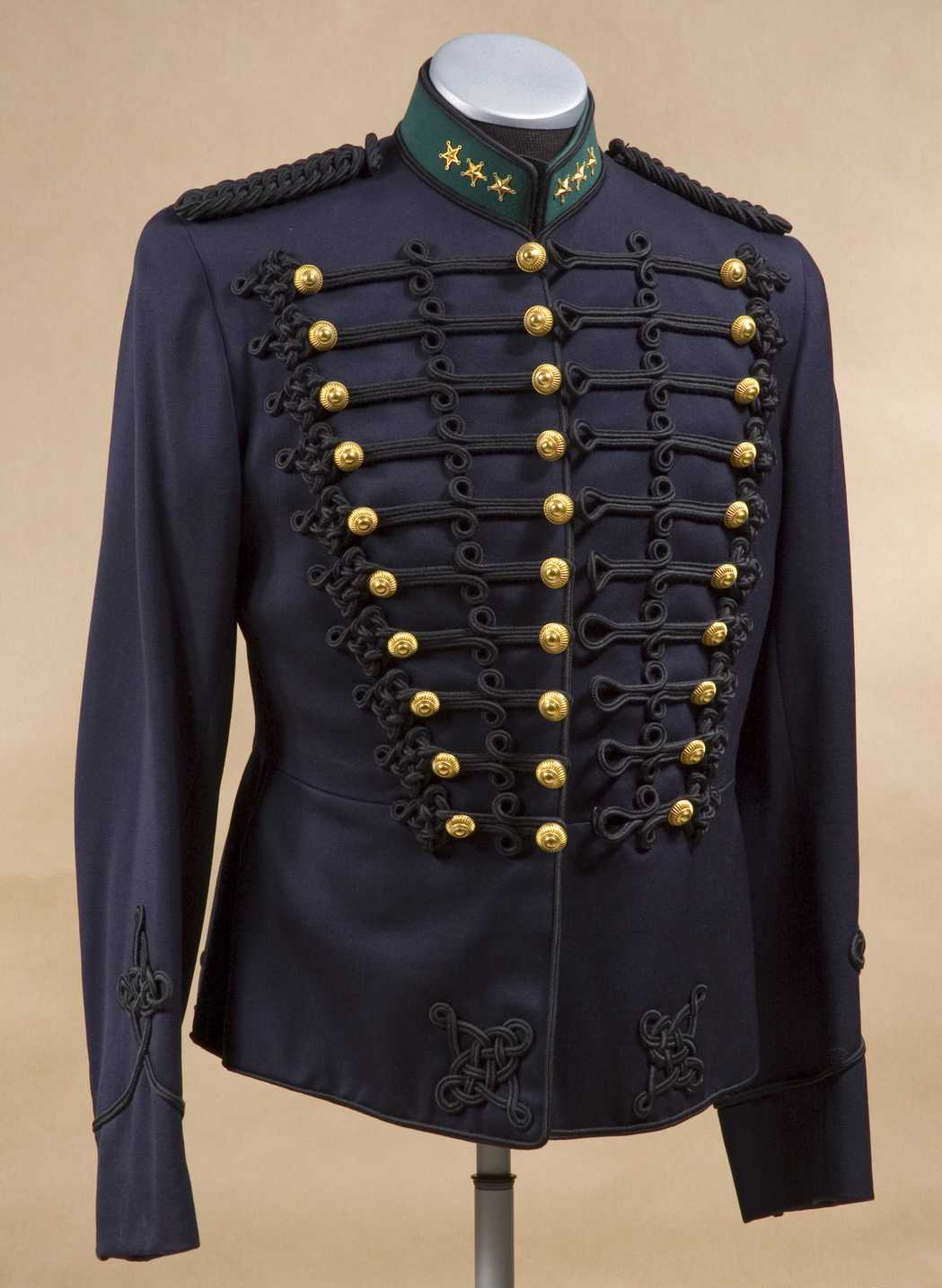
Attila m/1873 för kapten vid Gotlands artillerikår (A 7).
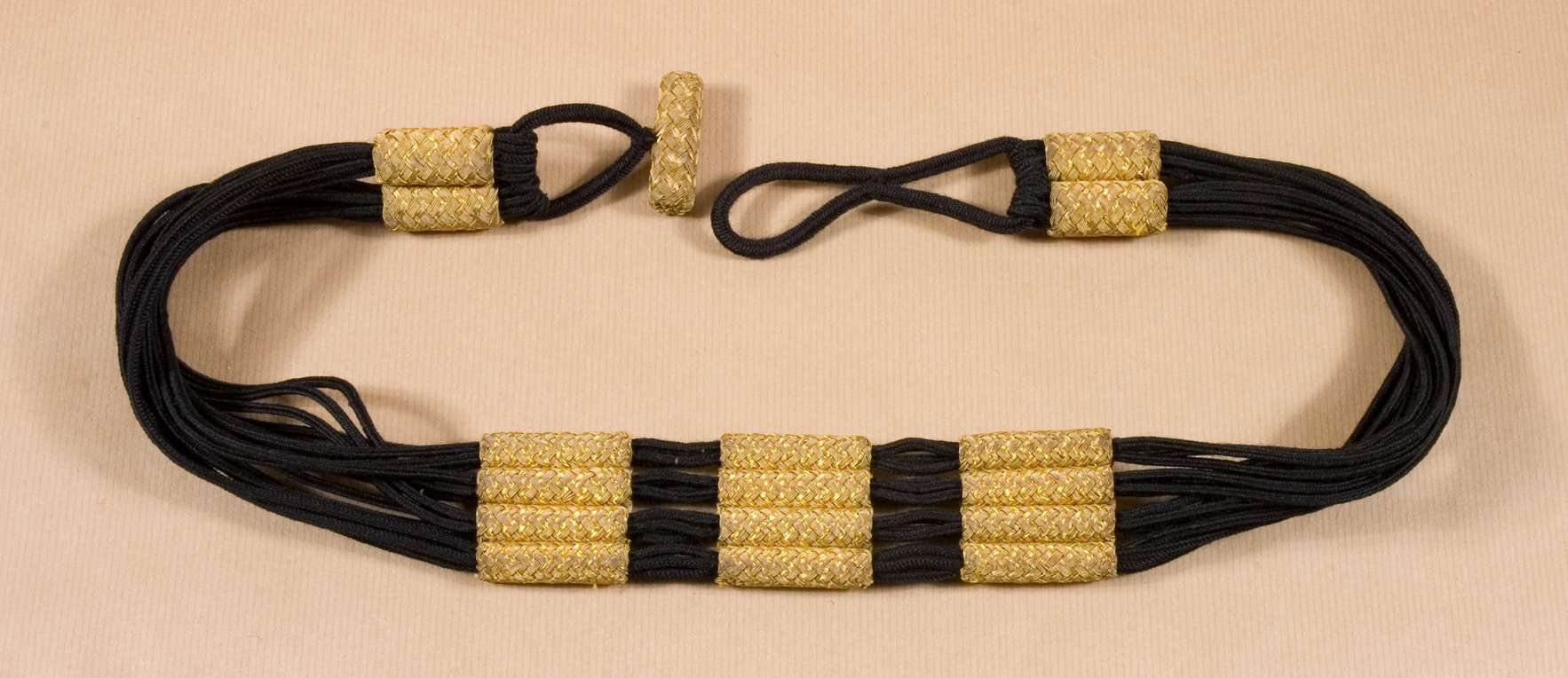
Knutskärp m/1873 bars av officerare till attila m/1873.

### Webbkällor
1. ↑  Hogman, Hans. ”Militaria”. Artilleriets uniformer. Arkiverad från originalet den 9 mars 2013. https://web.archive.org/web/20130309133404/http://www.algonet.se/~hogman/uniformer_armen_18.htm#Artilleriet_1840. Läst 21 september 2012.